# Chusquea longispiculata
Chusquea longispiculata är en gräsart som beskrevs av Lynn G. Clark. Chusquea longispiculata ingår i släktet Chusquea och familjen gräs. Inga underarter finns listade i Catalogue of Life.